# Coneixem la cançó
Coneixem la cançó  (títol original: On connaît la chanson) és una pel·lícula franco-britànico-suïssa dirigida per Alain Resnais, estrenada l'any 1997. Ha estat doblada al català. A partir del tema de les aparences, Resnais s'inspira aquesta vegada en l'autor anglès Dennis Potter, que tenia el costum d'integrar cançons completes en les seves ficcions per fustigar millor la societat britànica. Fragments de cançons interpretades en play-back (procediment ja assajat a La vie est un roman) intervenen, per associació lliure, en els desencontres dels sis personatges principals.

## Argument
Odile (Sabine Azéma) i Claude (Pierre Arditi) formen una parella rutinària. Claude veu de mal ull el retorn a París de Nicolas (Jean-Pierre Bacri), un antic amant d'Odile. Odile projecta comprar un pis. S'adreça a Marc (Lambert Wilson), agent immobiliari del qual Camille (Agnès Jaoui), la germana de Odile, guia i estudiant d'història, s'enamora en una visita. Però Camille és sense saber-ho convoitée cortejafa per Simon (André Dussollier), empleat del tiranic Marc, i que comparteix amb ella la passió de la història. Simon fa sense convicció la seva feina d'agent immobiliari, fent visitar a Nicolas una trentena de pisos.

## Repartiment
- André Dussollier: Simon, l'agent immobiliari
- Sabine Azéma: Odile Lalande
- Agnès Jaoui: Camille, la germana petita d'Odile
- Jean-Pierre Bacri: Nicolas
- Lambert Wilson: Marc Duveyrier, el patró de Simon
- Pierre Arditi: Claude Lalande, el marit de Odile
- Jane Birkin: Jane, la dona de Nicolas
- Jean-Paul Rosselló: el pare d'Odile i de Camille
- Dominique Rozan: l'avi vessat
- Jean-Cristià Sibertin-Blanc: el jove despatxat
- Jacques Mauclair: el metge 1
- Bonnafet Tarbouriech: el metge 2
- Nelly Borgeaud: el metge 3
- Charlotte Kady: una clienta del restaurant
- Clara Nadeau: la convidada
- Götz Burger: Von Choltitz
- Geoffroy Thiebaut: el col·lega de Marc
- Pierre Meyrand: el patró del cafè
- Delphine Quentin: la jove abraçada per Claude
- Wilfred Benaïche: el propietari del restaurant
- Robert Bouvier: un convidat
- Frédérique Cantrel: una convidada
- Jérôme Chappatte: un convidat
- Romana De Nando: una infermera
- Nathalie Jeannet: una convidada

## Cançons de la pel·lícula
- Joséphine Baker: J'ai deux amours
- Dalida et Alain Delon: Paroles, paroles
- Charles Aznavour: Et moi dans mon coin
- René Koval: C'est dégoûtant mais nécessaire
- Simone Simon: Afin de plaire à son papa
- Gaston Ouvrard: Je n'suis pas bien portant
- Albert Préjean: Je m'donne
- Jacques Dutronc: J'aime les filles
- Michel Sardou: Déjà vu
- Gilbert Bécaud: Nathalie
- Maurice Chevalier: Dans la vie faut pas s'en faire
- Arletty et Jean Aquistapace: Et le reste
- Édith Piaf: J'm'en fous pas mal
- Alain Bashung: Vertige de l'amour
- Sheila: L'école est finie
- Serge Lama: Je suis malade
- Léo Ferré: Avec le temps
- Henri Garat: Avoir un bon copain
- Jane Birkin: Quoi
- France Gall: Résiste
- Henri Garat: Amusez-vous
- Henri Garat: La Tête qu'il faut faire
- Alain Souchon: Sous les jupes des filles
- Eddy Mitchell: La Dernière Séance
- Sylvie Vartan: La Plus Belle pour aller danser
- Serge Gainsbourg: Je suis venu te dire que je m'en vais
- Eddy Mitchell: Je vous dérange
- Téléphone: Ça (c'est vraiment toi)
- Dranem: Quand on perd la tête
- Johnny Hallyday: Ma gueule
- Pierre Perret: Mon p'tit loup
- Claude François: Le Mal Aimé
- Michel Jonasz: J'veux pas qu'tu t'en ailles
- Julien Clerc: Ce n'est rien
- Claude François: Chanson populaire
- Eddy Mitchell: Blues du blanc

## Al voltant de la pel·lícula
- Agnès Jaoui interpreta aquí el personatge d'una estudiant d'història, guia a hores, que prepara una tesi sobre « els cavallers camperols de l'any mil al llac de Paladru ».
- André Dussollier és un autor dramàtic de peces històriques radiofòniques, sobretot una sobre la « Brinvilliers », famosa enverinadora parricide i doble fratricida sota Lluís XIV.
- Al final del film, al nou pis de Odile, Agnès Jaoui i André Dussollier són al balcó i admiren la vista. El diàleg entre ells fa directament referencia a la novel·la Zazie al metro de l oulipien Raymond Queneau, amic de Resnais. A la pregunta: « Aquest no és pas el Panthéon ? », el segon respon: « No, és la Borsa del Treball », al·lusió a la una de les escenes culte de la novel·la de Queneau.
- Entre la trentena de peces musicals, Jane Birkin és l'única que interpreta una de les seves pròpies cançons.
- La font « la pile de plat » (fontaine dels Polypores), lloc de la 1re troba de Camille (Agnès Jaoui) i Marc Duveyrier (Lambert Wilson), se situa al 91, carrer Balard, a la 15e districte de París. El œuvre ha signat de l'artista Jean-Yves Lechevallier.
- "Original musical (...) Per una vegada, Resnais et fa passar una bona estona"[4]
- "Sentit homenatge a la cançó francesa"[5]
- "No es pot no ser feliç quan el film acaba: Alain Resnais ens ofereix amor en forma de cinema."[6]

## Premis i nominacions
- César a la millor pel·lícula
- Nominació al César al millor director - Alain Resnais
- César al millor guió original o adaptació - Agnès Jaoui i Jean-Pierre Bacri
- César al millor actor - André Dussollier
- Nominació al César a la millor actriu - Sabine Azéma
- César al millor actor secundari - Jean-Pierre Bacri
- Nominació al César al millor actor secundari - Lambert Wilson
- César a la millor actriu secundària - Agnès Jaoui
- Nominació al César a la millor música escrita per un film - Bruno Fontaine
- César al millor so - Pierre Lenoir, Jean-Pierre Laforce i Michel Klochendler
- Nominació al César al millor decorat - Jacques Saulnier
- César ael millor muntatge - Hervé de Luze